# Hermann von Broizem

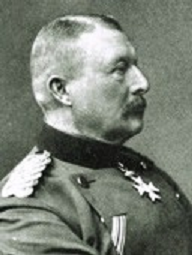
General der Kavallerie Hermann von Broizem

Porträt als Oberst (1895)

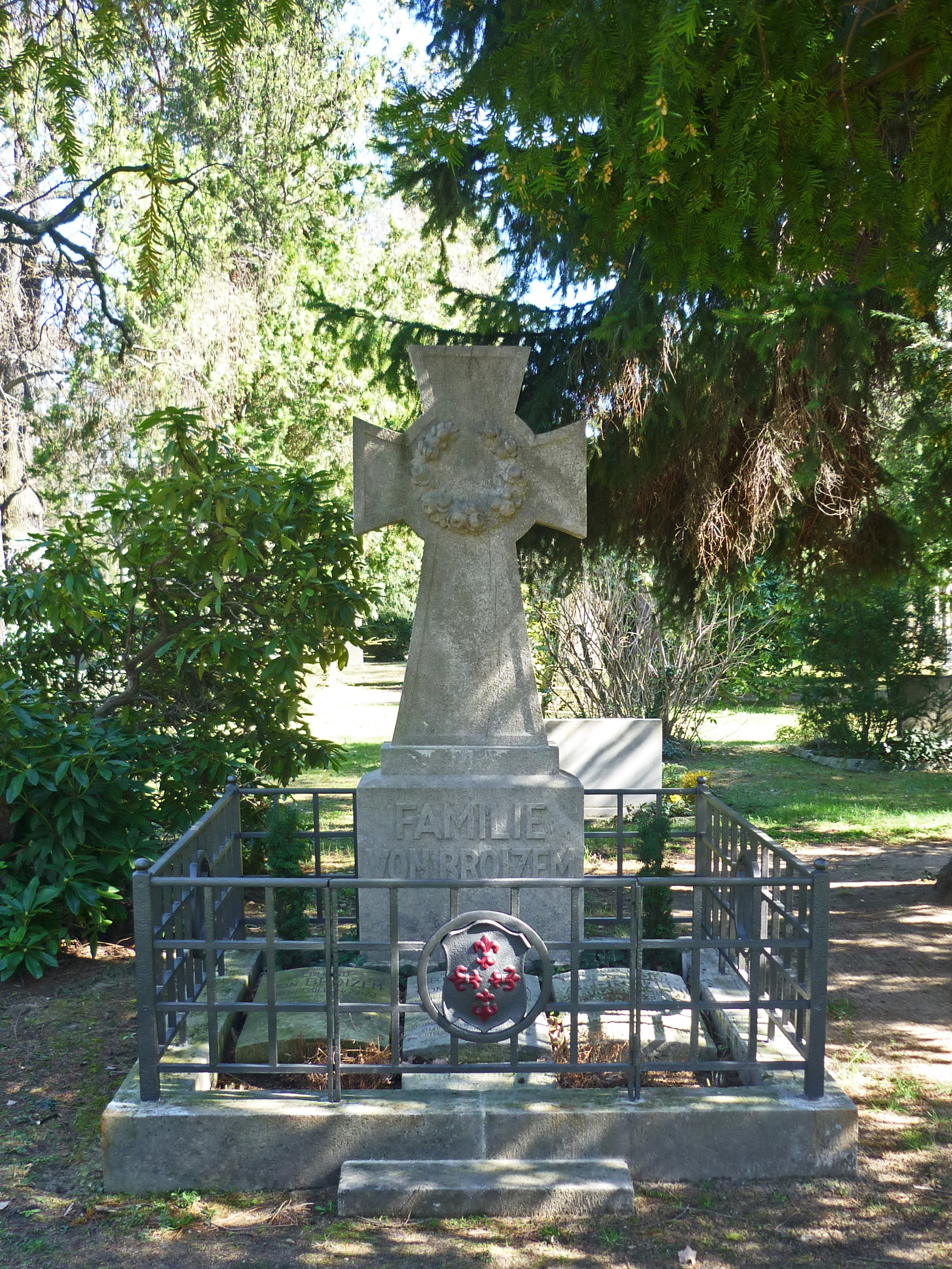
Grabstätte von Hermann von Broizem auf dem Trinitatisfriedhof in Dresden

Georg Hermann von Broizem (* 5. Oktober 1850 in Leipzig; † 11. März 1918 in Dresden) war ein sächsischer General der Kavallerie.

## Leben

### Herkunft
Georg Hermann entstammte dem alten braunschweigischen Geschlecht von Broizem. Der Vater Eduard von Broizem (1798–1872) war Geheimer Rat und Direktor der II. Abteilung des sächsischen Finanzministeriums, die Mutter Bertha (1810–1861) eine geborene Freiin von Seckendorff.

### Militärkarriere
Nach dem Abitur am Vitzthumschen Gymnasium in Dresden schlug er 1868 eine Offizierslaufbahn in der Sächsischen Armee ein, nahm 1870/71 am Krieg gegen Frankreich teil und stieg bis 1904 zum General der Kavallerie auf. Als solcher war Broizem ab dem 18. Oktober 1904 Kommandierender General des XII. (I. Königlich Sächsisches) Armee-Korps. Krankheitsbedingt nahm er am 25. September 1910 seinen Abschied. Während des Ersten Weltkriegs wurde Broizem als z.D.-Offizier wiederverwendet und fungierte als Kommandierender General des Stellvertretenden Generalkommandos des XII. (I. Königlich Sächsisches) Armee-Korps. Damit war er einer der beiden Militärbefehlshaber in Sachsen.
Broizems Interessen gingen deutlich über das Militärische hinaus. So hatte er zeitweise den stellvertretenden Vorsitz im Verein für Erdkunde zu Dresden übernommen.
Der Schriftsteller Ludwig Renn beschrieb den hochgebildeten General von Broizem in seinem erstmals 1944 erschienenen autobiografischen Roman Adel im Untergang als den „witzigsten aller sächsischen Offiziere, von dem es Dutzende von Anekdoten gab“.
Nach seinem Tod am 11. März 1918 wurde Broizem auf dem Trinitatisfriedhof in Dresden beigesetzt. Die Grabanlage ist erhalten.

### Familie
Verheiratet war er seit 1877 mit Alexandra Gräfin von Fersen (1856–1940) Hoffräulein der Zarin Maria Alexandrowna von Russland, Tochter des nach Dresden übergesiedelten Paul Graf von Fersen (1800–1884), Oberjägermeister von Zar Alexander II., und dessen Ehefrau Elise geb. von Rauch, Hofdame der Zarin Alexandra Fjodorowna von Russland.
Aus der Ehe gingen vier Söhne und drei Töchter hervor, darunter:
- Elisabeth (1878–1953) ⚭ Dresden 26. Oktober 1897 Werner Freiherr von Seebach (1873–1956), sächsischer Oberstleutnant a. D., Besitzer der Rittergüter Groß- und Kleinfahner
- Marie (* 1880) ⚭ 1904 Kurt von Criegern, 1916 an einer 1914 erhaltenen Wunde verstorben
- Eduard (* 1883), sächsischer OberregierungsratHermann von Broizem als Regimentskommandeur

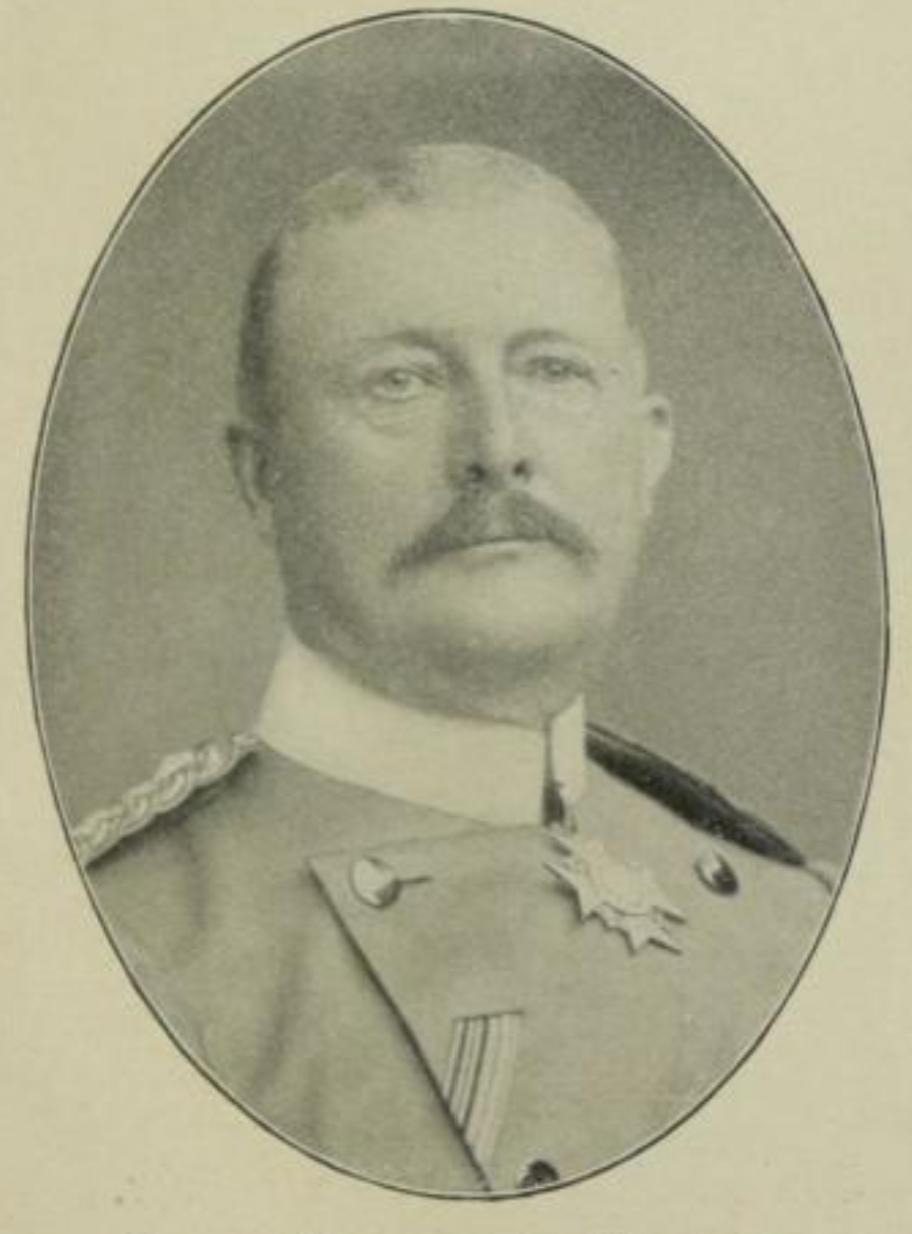
Hermann von Broizem als Regimentskommandeur

- Bertha (1891–1955) ⚭ 17. Oktober 1910 Erich von Kirchbach (1886–1944), Generalmajor